# Ben O'Connor
Ben Alexander O'Connor (* 25. listopadu 1995) je australský profesionální silniční cyklista jezdící za UCI WorldTeam Team Jayco–AlUla.

## Kariéra

### Team Dimension Data (2017–2020)
V květnu 2018 byl jmenován na startovní listině Gira d'Italia 2018. Před startem 19. etapy byl O'Connor na celkovém 12. místě, ale po nehodě v průběhu etapy, při níž si zlomil klíční kost, musel ze závodu odstoupit.
V roce 2019 O'Connor dokončil 2 Grand Tours - Giro d'Italia a Vueltu a España. V říjnu 2020 byl jmenován na startovní listině Gira d'Italia 2020 a podařilo se mu zde vyhrát 17. etapu poté, co o den dříve získal 2. místo v 16. etapě za vítězným Janem Tratnikem.

### AG2R Citroën Team (2021–)
V říjnu 2020 O'Connor podepsal jednoletý kontrakt s týmem AG2R Citroën Team pro sezónu 2021.
Na Tour de France 2021 O'Connor vyhrál devátou etapu s cílem v Tignes poté, co se dostal do úniku a následně sólo odjel posledních 17 km. Po konci etapy se dostal na průběžné druhé místo v celkovém pořadí. Do cíle v Paříži dojel na celkovém čtvrtém místě.

## Hlavní výsledky
2015
Mistrovství Oceánie
6. místo časovka do 23 let
2016
New Zealand Cycle Classic
 celkový vítěz
vítěz 4. etapy
Národní šampionát
3. místo časovka do 23 let
Tour de Savoie Mont-Blanc
3. místo celkově
Tour de Taiwan
3. místo celkově
2017
Kolem Rakouska
5. místo celkově
vítěz 5. etapy
Tour de Langkawi
8. místo celkově
2018
Tour of the Alps
7. místo celkově
 vítěz soutěže mladých jezdců
vítěz 3. etapy
10. místo Trofeo Matteotti
2019
Kolem Rakouska
6. místo celkově
2020
Giro d'Italia
vítěz 17. etapy
Étoile de Bessèges
vítěz 4. etapy
2021
Tour de France
4. místo celkově
vítěz 9. etapy
 cena bojovnosti po 9. etapě
4. místo Mont Ventoux Dénivelé Challenge
Tour des Alpes-Maritimes et du Var
5. místo celkově
Tour de Romandie
6. místo celkově
Critérium du Dauphiné
8. místo celkově
2022
vítěz Tour du Jura
Critérium du Dauphiné
3. místo celkově
Tour de Romandie
5. místo celkově
Volta a Catalunya
6. místo celkově
vítěz 3. etapy
6. místo Classic Grand Besançon Doubs
Vuelta a Andalucía
7. místo celkově
Vuelta a España
8. místo celkově
2023
Critérium du Dauphiné
3. místo celkově
5. místo Tour du Jura
Tour Down Under
6. místo celkově
7. místo Grand Prix Cycliste de Montréal
Tour de Luxembourg
9. místo celkově
10. místo Tre Valli Varesine
2024
vítěz Vuelta a Murcia
Giro d'Italia
4. místo celkově
5. místo Tirreno–Adriatico
2. místo Tour of the Alps
UAE Tour
2. místo celkově
vítěz 3. etapy
Vuelta a España
vítěz 6. etapy
lídr  po 6. etapě

### Výsledky na etapových závodech
| Výsledky na Grand Tours        |      |      |      |      |      |      |      |      |
| Grand Tour                     | 2017 | 2018 | 2019 | 2020 | 2021 | 2022 | 2023 | 2024 |
| Giro d'Italia                  | —    | DNF  | 32   | 20   | —    | —    | —    | 4    |
| Tour de France                 | —    | —    | —    | —    | 4    | DNF  | 17   | —    |
| Vuelta a España                | —    | —    | 25   | —    | —    | 8    | —    | 2    |
| Výsledky na etapových závodech |      |      |      |      |      |      |      |      |
| Závod                          | 2017 | 2018 | 2019 | 2020 | 2021 | 2022 | 2023 | 2024 |
| Paříž–Nice                     | —    | —    | —    | DNF  | 12   | DNF  | —    | —    |
| Tirreno–Adriatico              | —    | —    | —    | —    | —    | —    | 13   | 5    |
| Volta a Catalunya              | 42   | 11   | DNF  | NS   | —    | 6    | 14   | —    |
| Kolem Baskicka                 | —    | —    | —    | NS   | 23   | —    | —    | —    |
| / Tour de Romandie             | —    | —    | —    | NS   | 6    | 5    | —    | —    |
| Critérium du Dauphiné          | 46   | —    | —    | 92   | 8    | 3    | 3    | —    |
| Tour de Suisse                 | —    | 13   | —    | NS   | —    | —    | —    | —    |

| —   | Nezúčastnil se |
| DNF | Nedokončil     |
| NS  | Nekonalo se    |